# Spinalonga

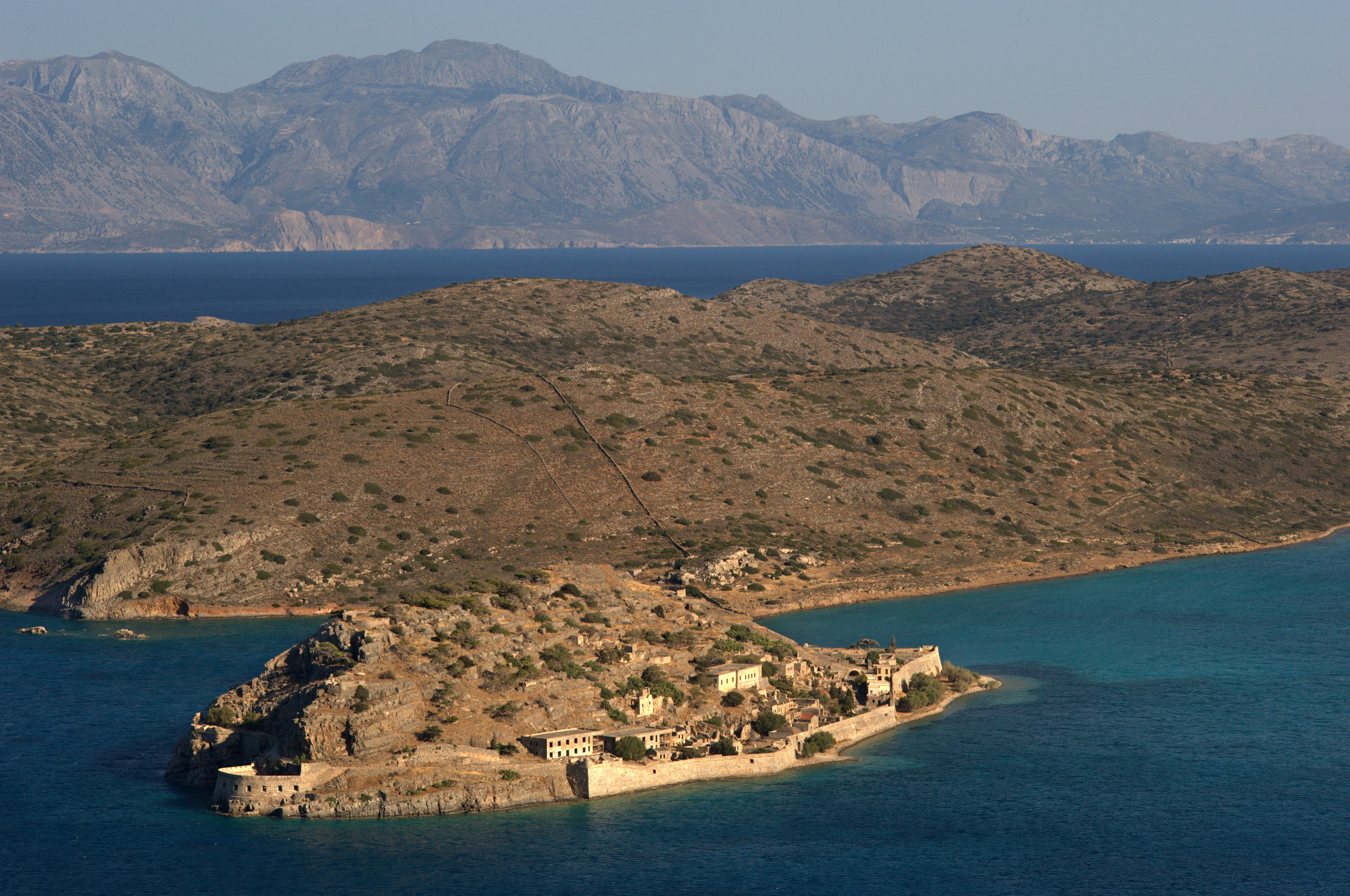
Spinalonga (Kalidon)- panoramabild.

Ön Spinalonga, officiellt namn Kalidon, ligger på östra delen av Kreta. Ön ligger i Lasithiområdet, nära staden Elounda.  Namnet på ön, Spinalonga, är venetianska och betyder lång tagg. Det har sina rötter i perioden när Kreta var ockuperat av Venedig. Spinalonga är i dag mest känd som en av Europas sista spetälskekolonier. Ön är också platsen där Victoria Hislops storsäljande roman The Island ("Längtans ö") och  Werner Herzogs kortfilm från 1967 Last Words utspelar sig.

## Namnets ursprung

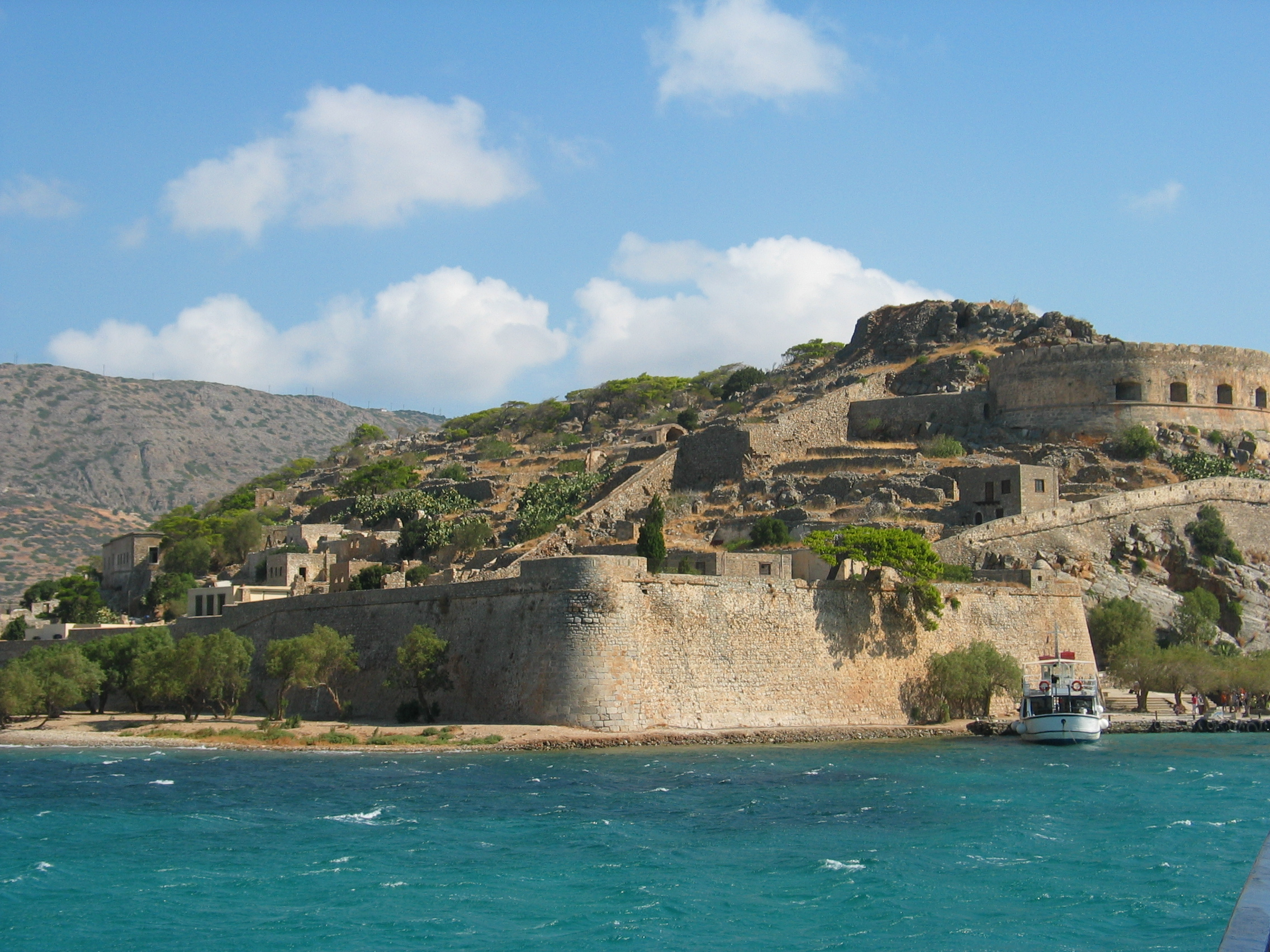
Ön Spinalonga

Enligt venetiska dokument härstammar namnet Spinalonga från det grekiska uttrycket "stin Elounda", vilket betyder "till Elounda". Venenetianarna kunde inte förstå uttrycket, så de gjorde om det till ett uttryck på sitt eget språk: SPINA (tagg) LONGA (lång), ett uttryck som också anammades av lokalbefolkningen.

## Historia
Den venetianske kartografen Vincenzo Coronelli skriver att Spinalonga inte alltid var en ö. Tidigare var den sammanlänkad med halvön  Kolokitha. Han skriver att 1526 högg venetianarna bort en del av halvön och skapade på så vis ön. På grund av sitt läge var ön befäst från sina tidigaste år i syfte att skyddet inloppet till hamnen i den gamla kretensiska staden Olous.

### Arabiska räder
Olous, och med Olous ett större område i regionen, avfolkades i mitten av 600-talet på grund av räder som arabiska pirater i Medelhavet gjorde. Olous förblev övergiven till mitten av 1400-talet, när venetianarna började producera saliner (saltdammar) i de grunda och salta vattnen i bukten. Detta innebar att regionen fick ett kommersiellt värde och därför systematiskt började befolkas igen. Detta faktum i kombination med det turkiska hotet att använda krut i krigiska syften, i synnerhet efter ockupationen av Konstantinopel 1453, och med fortsatta piraträder tvingade venetianarna att befästa ön.

### Venetianskt styre

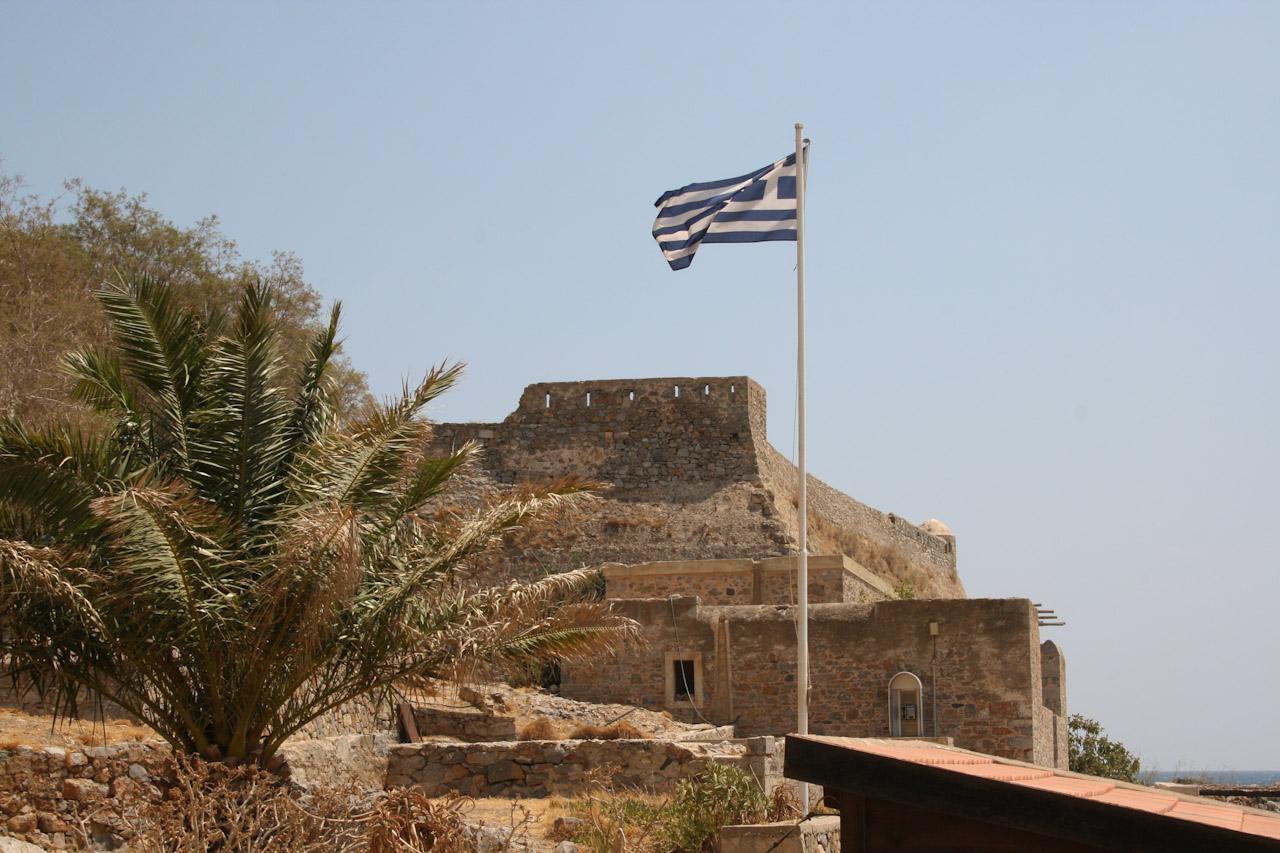
Spinalonga

År 1578 gav Venedig ingenjören Genese Bressani i uppdrag att planera öns befästningar. Han skapade fort på de högst belägna punkterna på den norra och södra sidan på ön, liksom en befästningsmur runt hela ön som skulle förhindra fientlig landstigning. 1579 lade den venetianske högste tjänstemannen på Kreta, Luca Michiel grundstenen till de planerade befästningsverken. Det finns två inskriptioner som hänvisar till denna händelse på Spinalonga. Befästningarna anlades på ruinerna av ett gammalt akropolis. 1584 beslutade venetianarna att befästningarna måste stärkas, och nya befästningsanläggnigar anlades. Med dessa kunde Spinalonga nu anses vara ett ointagligt sjöfort, ett av de viktigaste i Medelhavet.
Venetianarna höll kontrollen över Kreta till 1669, då det Osmanska riket erövrade Kreta. I fredsavtalet från den 16 september detta år fick Venedig behålla enbart de tre befästa öarna Spinalonga, Imeri Gramvousa och Souda. Dessa tre fort försvarade venetianska handelsrutter och var också nyttiga baser om krig om Kreta på nytt skulle blossa upp. Många kristna fann en fristad i dessa fort för att undfly förföljelser från turkarna. 1715 föll även Spinalonga i turkarnas händer.

### Osmanskt styre
När de osmanska turkarna ockuperade Spinalonga 1715, föll det sista venetianska fortet på Kreta. Turkarna rev omedelbart fortet, vilket raderade ut alla spår av venetiansk militär närvaro på ön.
Mot slutet av den turkiska ockupationen av Kreta blev Spinalonga tillsammans med fortet vid Ierapetra en tillflyktsort för många osmanska familjer som fruktade de kristnas hämnd. Efter 1866 års revolution kom turkiska familjer till ön från hela Mirabelloregionen (nuvarande Agios Nikolaos). Under revolten på Kreta 1878 var det bara Spinalonga och fortet vid Ierapetra som inte blev intagna av de kretensiska upprorsmännen.  År 1881 bodde 1112 osmaner på ön, och skötte sitt eget samhälle skilt från resten av Kreta. 1903 lämnade de sista turkarna ön.

### Spetälskekolonin
Efter att turkarna lämnat Spinalonga började ön användas som spetälskekoloni. Detta pågick mellan 1903 och 1957, då de sista spetälska fick tillstånd att lämna ön. Ön var en av de sista spetälskekolonierna i Europa. 
Det fanns två ingångar till Spinalonga, varav en var de spetälskas ingång. Denna gick igenom en tunnel känd som Dantes port. De spetälskesjuka hade ofta väldigt lite kunskap om vad som skulle hända med dem på ön. På ön fick de dock mat, vatten, medicinsk vård och ett visst ekonomiskt understöd. De boende på ön, totalt 760 personer under de 50 åren, hade sitt eget samhälle med vald styresman, butiker, kyrka, skola, caféer, frisör mm. Noteras bör att skillnaderna i levnadsstandard var mycket stora mellan spetälskekolonins första och sista år, i och med att förbättringar löpande infördes. Tidigare hade Kretas spetälskesjuka haft ett mycket eländigt liv, där de levde i grottor separerade från den övriga civilisationen.
Orsaken till att kolonin kunde stängas var att man på 1950-talet forskade fram botemedel mot spetälska.

## Spinalonga idag
Idag är den obebodda ön en av de stora turistattraktionerna på Kreta. Omkring 30 000 turister besöker årligen ön. Vid sidan om den övergivna spetälskekoloni och fortet, är ön även känd för sina små vackra stränder. Ön nås smidigt via båtar som går från Elounda (15 min) and Agios Nikolaos (60 min). Turistbåtar avgår från båda städerna dagligen. Det går inte att bo över på Spinalonga, så turistturerna varar några timmar.
Romanen The Island av Victoria Hislop utspelar sig på Spinalonga och beskriver en fiktiv historia om en familj och dess kopplingar med spetälskekolonin.